# Гексахлоростибат водорода
Гексахлоростибат водорода — неорганическое соединение, комплексная соль хлорида сурьмы и хлористого водорода, кислота с формулой H[SbCl6], светло-зелёные кристаллы, существует только в виде кристаллогидратов.

## Получение
- Растворение металлической сурьмы в царской водке:

{\displaystyle {\mathsf {3Sb+18HCl+5HNO_{3}\ {\xrightarrow {30-40^{o}C}}\ 3H[SbCl_{6}]+5NO\uparrow +10H_{2}O}}}
- Растворение оксида сурьмы в концентрированной соляной кислоте:

{\displaystyle {\mathsf {Sb_{2}O_{5}+12HCl\ {\xrightarrow {}}\ 2H[SbCl_{6}]+5H_{2}O}}}
- Растворение хлорида сурьмы в концентрированной соляной кислоте:

{\displaystyle {\mathsf {SbCl_{5}+HCl\ {\xrightarrow {}}\ H[SbCl_{6}]}}}

## Физические свойства
Гексахлоростибат водорода образует светло-зелёные кристаллы. 
Существует только в виде кристаллогидратов состава H[SbCl6]•4,5H2O и H[SbCl6]•H2O.
Образует сольваты с хлороводородом разного состава: H[SbCl6]•HCl, H[SbCl6]•2HCl и др.

## Химические свойства
- Моногидрат получают сушкой кристаллогидрата над серной кислотой:

{\displaystyle {\mathsf {H[SbCl_{6}]\cdot 4,5H_{2}O\ {\xrightarrow[{H_{2}SO_{4}}]{}}\ H[SbCl_{6}]\cdot H_{2}O+3,5H_{2}O}}}
- При попытке получить в безводном состоянии разлагается:

{\displaystyle {\mathsf {H[SbCl_{6}]\cdot H_{2}O\ {\xrightarrow {70-80^{o}C}}\ SbCl_{5}+HCl+H_{2}O}}}
- В холодных водных растворах разлагается до оксохлорида сурьмы(V):

{\displaystyle {\mathsf {H[SbCl_{6}]+H_{2}O\ {\xrightarrow {}}\ SbCl_{3}O\downarrow +3HCl}}}
- При кипячении водные растворы разлагаются до оксида сурьмы(V):

{\displaystyle {\mathsf {2H[SbCl_{6}]+5H_{2}O\ {\xrightarrow {100^{o}C}}\ Sb_{2}O_{5}\downarrow +12HCl\uparrow }}}
- Разлагается в разбавленных растворах щелочей с образованием  оксида сурьмы(V):

{\displaystyle {\mathsf {2H[SbCl_{6}]+12NaOH\ {\xrightarrow {}}\ Sb_{2}O_{5}\downarrow +12NaCl+7H_{2}O}}}
- В концентрированных растворах щелочей образует гексагидроксостибаты:

{\displaystyle {\mathsf {H[SbCl_{6}]+7NaOH\ {\xrightarrow {}}\ Na[Sb(OH)_{6}]\downarrow +6NaCl+H_{2}O}}}
- Взаимодействует с хлоридами щелочных металлов с получением малорастворимых гексахлорстибатов:

{\displaystyle {\mathsf {H[SbCl_{6}]+KCl\ {\xrightarrow {}}\ K[SbCl_{6}]\downarrow +HCl}}}
- Вступает в окислительно-восстановительные реакции с йодидами с выделением молекулярного иода:

{\displaystyle {\mathsf {H[SbCl_{6}]+KI\ \xrightarrow {} \ 2KCl+I_{2}+SbCl_{3}+HCl}}}